# 코너 위도우즈
코너 위도스(Connor Widdows, 1992년 1월 27일 ~ )는 캐나다의 배우이다.
밴쿠버에서 태어났다.

## 영화
- 엑스맨 - 최후의 전쟁 (2006년)
- 에이전트 코디 뱅크스 2 (2004년) - 알렉스 뱅크스 역
- 배틀스타 갤럭티카 - 2004년 시리즈 (2004년)
- 배틀스타 갤럭티카 (2003년)
- 에이전트 코디 뱅크스 (2003년)
- 엑스맨 2 - 엑스투 (2003년)
- 저격자 (2002년)
- 마일 제로 (2001년)
- 네고시에이터 (2001년)
- 프레디 갓 핑거드 (2001년)
- 대통령을 죽여라 (2000년)
- 뷰티풀 죠 (2000년)